# Feliks Morawski
Feliks Morawski (ur. 21 stycznia 1861 w Wielkim Komorsku, zm. 27 grudnia 1929 w Sztumie) – doktor medycyny, działacz społeczno-oświatowy na Powiślu. 

## Życiorys
Gimnazjum ukończył w Chełmie, studia medyczne w Niemczech. W 1891 osiedlił się w Sztumie, gdzie pracował jako lekarz powiatowy. Przez wiele lat odgrywał ważną rolę w ruchu polskim na Powiślu: piastował szereg funkcji społecznych. W okresie międzywojennym był członkiem zarządu i pierwszym kierownikiem Banku Ludowego w Sztumie, prezesem kółka śpiewaczego i oddziału Związku Polaków w Niemczech. Z ramienia ludności polskiej wchodził do rady miejskiej oraz sejmiku powiatowego. Wszystkie swoje dzieci wychował w duchu patriotyzmu, a dom jego był przez wiele lat jednym z ośrodków życia polskiego na Powiślu. Na pamiątkę jego działalności w Sztumie jedna z ulic nazwana jest jego imieniem.